# Freyung
Freyung er administrationsby i Landkreis Freyung-Grafenau i Regierungsbezirk Niederbayern i den tyske delstat Bayern.
Byen ligger i Bayerischer Wald, i nærheden af den tysk – tjekkiske grænse.

## Geografi
Freyung ligger i den sydøstlige del af Bayerischer Wald ved bredden af bækken Saußbaches, der længere nede danner floden Wolfsteiner Ohe. Nord for Freyung ligger Nationalpark Bayerischer Wald. Freyung ligger 33 km nord for Passau, 17 km fra grænsen til Tjekkiet, 18 km fra Grafenau og 27 km fra grænsen til Østrig.

## Inddeling
Ud over hovedbyen er der følgende landsbyer og bebyggelser
| - Ahornöd - Aigenstadl - Bannholz - Falkenbach - Feldscheid - Garham - Geyersberg - Grillaberg - Köppenreut - Kreuzberg - Leitenmühle - Linden - Marchzipf - Mundobl | - Neureut - Oberndorf - Ort - Öden - Perlesöd - Pittersberg - Promau - Reschmühle - Saußmühle - Schönbrunn - Solla - Speltenbach - Winkelbrunn |